# Dongxiang (narodowość)
Dongxiang (chiń. upr. 东乡族; pinyin Dōngxiāng Zú) – oficjalnie uznana mniejszość narodowa w Chińskiej Republice Ludowej, z grupy ludów mongolskich. Zamieszkuje głównie prowincję Gansu (zwłaszcza Autonomiczny Powiat Dongxiang), niewielkie grupy także Xinjiang, a kilka tysięcy – Ningxia. Według spisu z 1990 r. liczyła ok. 378 tys. członków. Dawniej nazywani Dongxiang Hui lub Mongolskimi Huihui; sami siebie określają Santa.
Pochodzą najprawdopodobniej od żołnierzy garnizonów mongolskich, którzy zmieszali się z ludnością tubylczą. Inna teoria mówi o ich pochodzeniu od mieszkańców Chanatu Czagatajskiego, którzy w czasach dynastii Yuan przeszli na islam, a następnie wyemigrowali z Xinjiangu na obecne tereny. Grupy Dongxiangów mieszkają w niewielkich (20-30 rodzin) wioskach, między Tu, Hanami, Salarami i Huiami. Podobnie jak ci ostatni, są muzułmanami. Przed 1949 ponad 60% stanowili sunnici, większość pozostałych szyici, z dodatkiem bardzo nielicznych wahhabitów; w tym okresie na ich terenie przypadał średnio jeden meczet na 30 domów. Ze względu na bardzo dużą religijność byli obiektem szczególnych ataków Czerwonych Gwardzistów podczas Rewolucji Kulturalnej. W latach 90. XX w. polityka rządu była dużo bardziej liberalna, działalność religijna jest wspierana przez Chińskie Stowarzyszenie Islamskie, ze względu na obawy przed wpływami radykalnego islamu z Azji Centralnej.
W większości są rolnikami, podstawowymi uprawami jest ziemniak, pszenica i kukurydza, z upraw przemysłowych: rzepak, konopie, sezam i fasola. W ostatnich latach rząd promuje rozwój lokalnego przemysłu, a także nasadzeń drzew i krzewów dla ochrony przed erozją.
Dongxiang mówią własnym językiem z rodziny mongolskiej, nieco zbliżonym do bao’an; Język donxiang dzieli się na trzy główne dialekty: Sonoba (ok. 50% użytkowników), Wangjiaji (30%) i Sijiaji (20%); łącznie ma ok. 280 tys. użytkowników. Niewielka grupa użytkowników potrafi go zapisywać alfabetem łacińskim lub arabskim.